# Szkoła Główna Handlowa w Warszawie

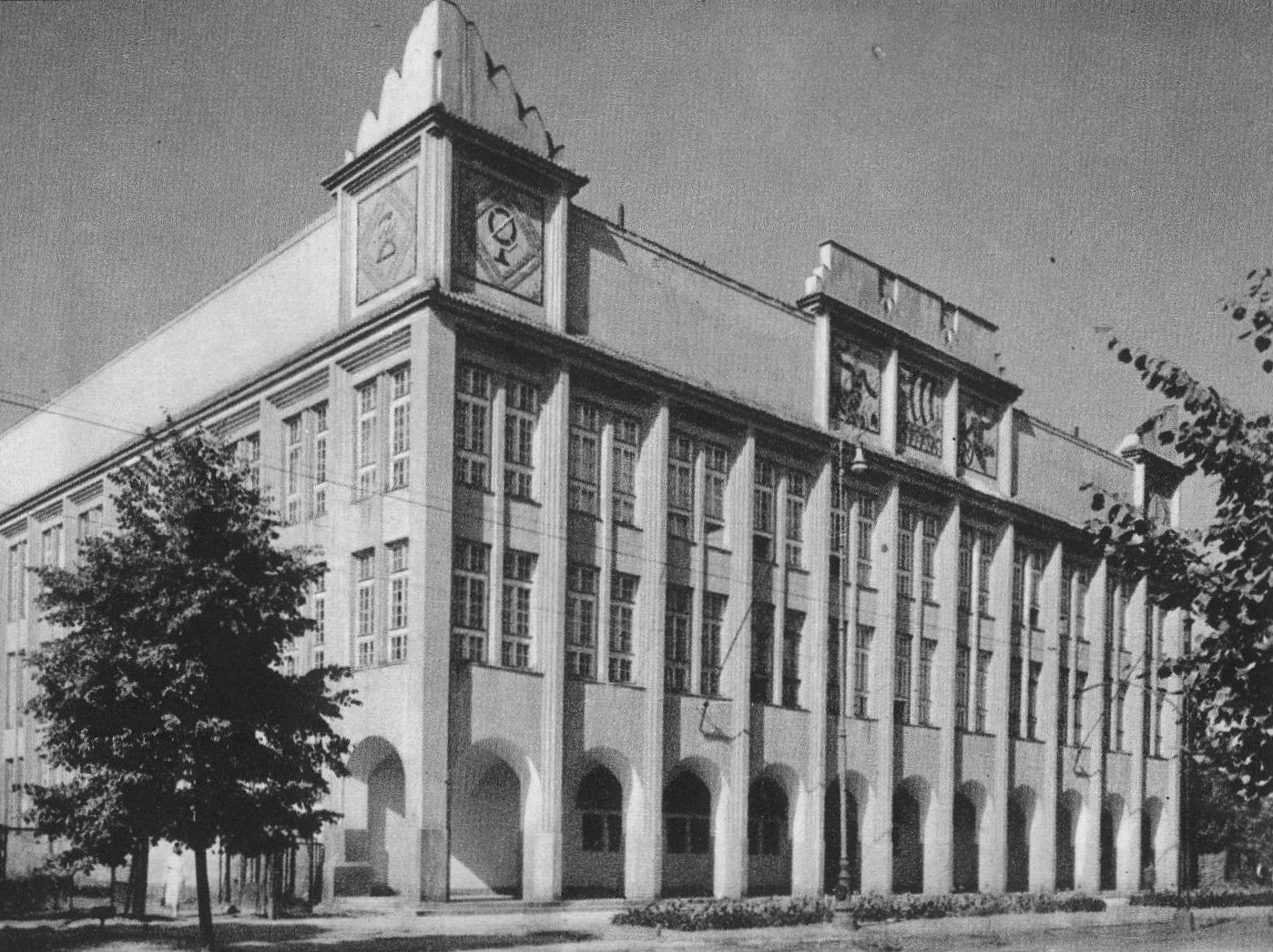
Budynek „A” przy ul. Rakowieckiej 24, najstarszy budynek w kampusie SGH

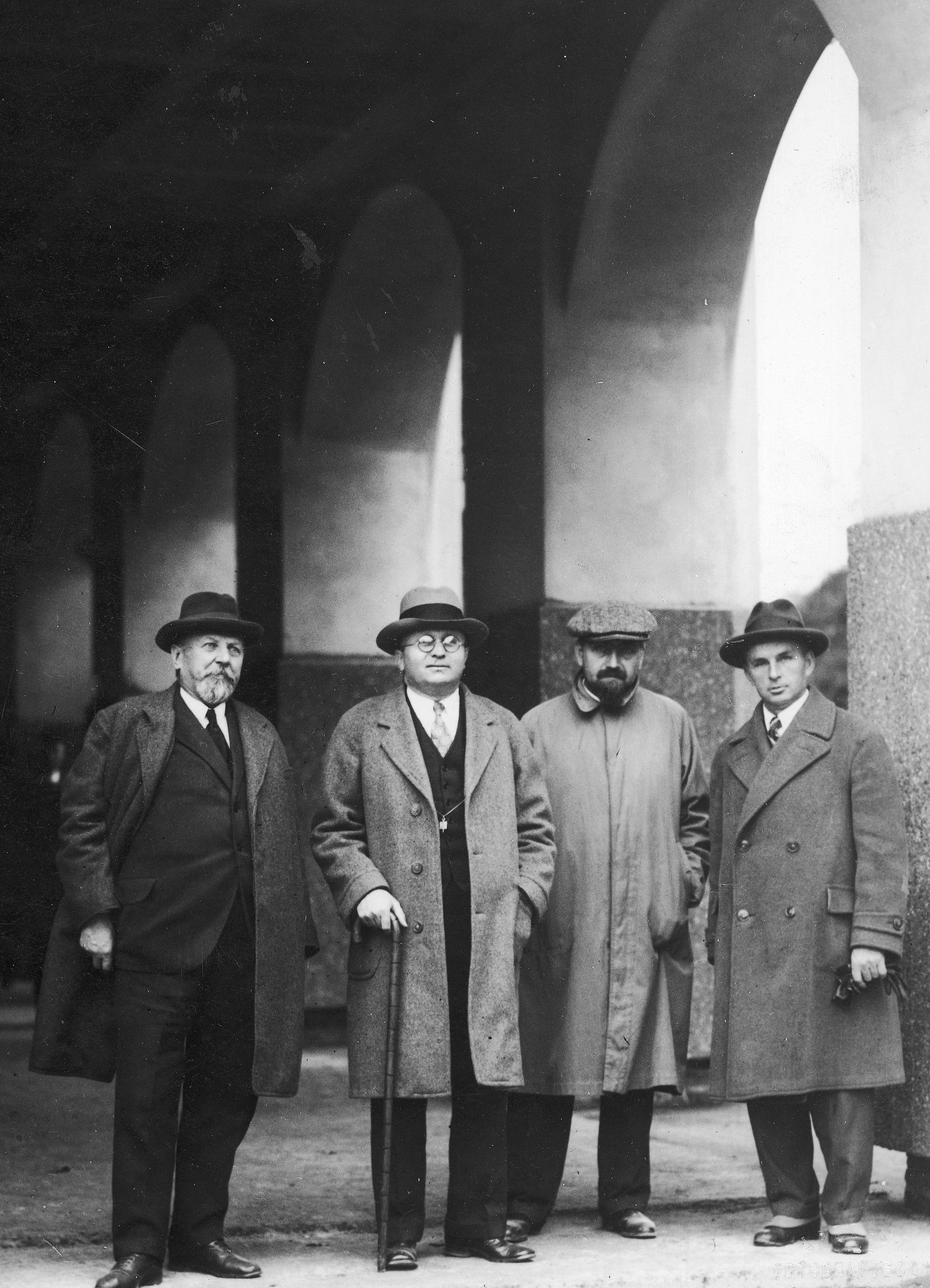
Budowa Wyższej Szkoły Handlowej w Warszawie (1934). Od lewej: Antoni Sujkowski (rektor szkoły), Stefan Mierzwa (założyciel Fundacji Kościuszkowskiej), Jan Witkiewicz (Koszczyc) i Zdzisław Gillewicz.

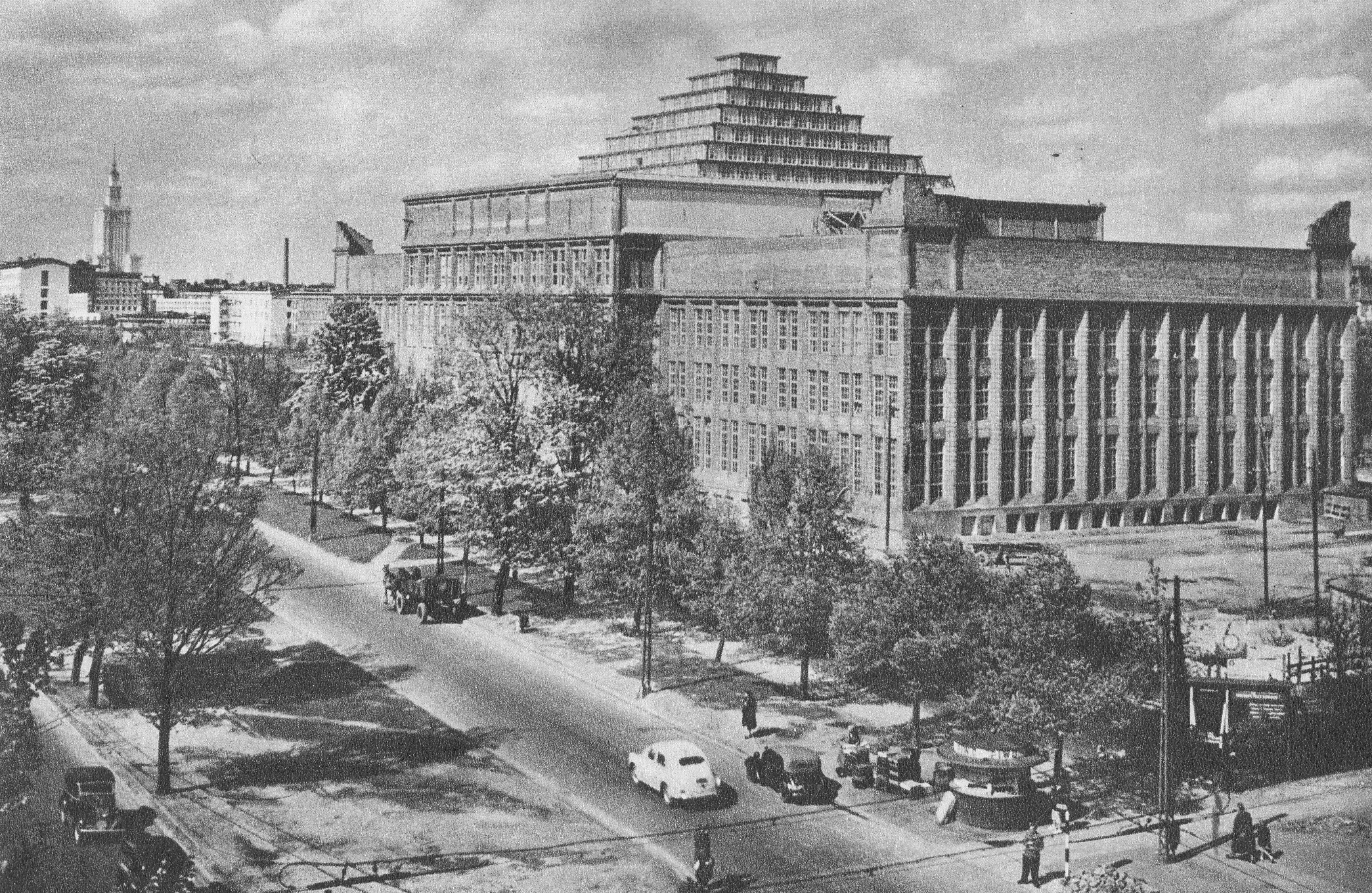
Nowo wybudowany Gmach Główny (1955)

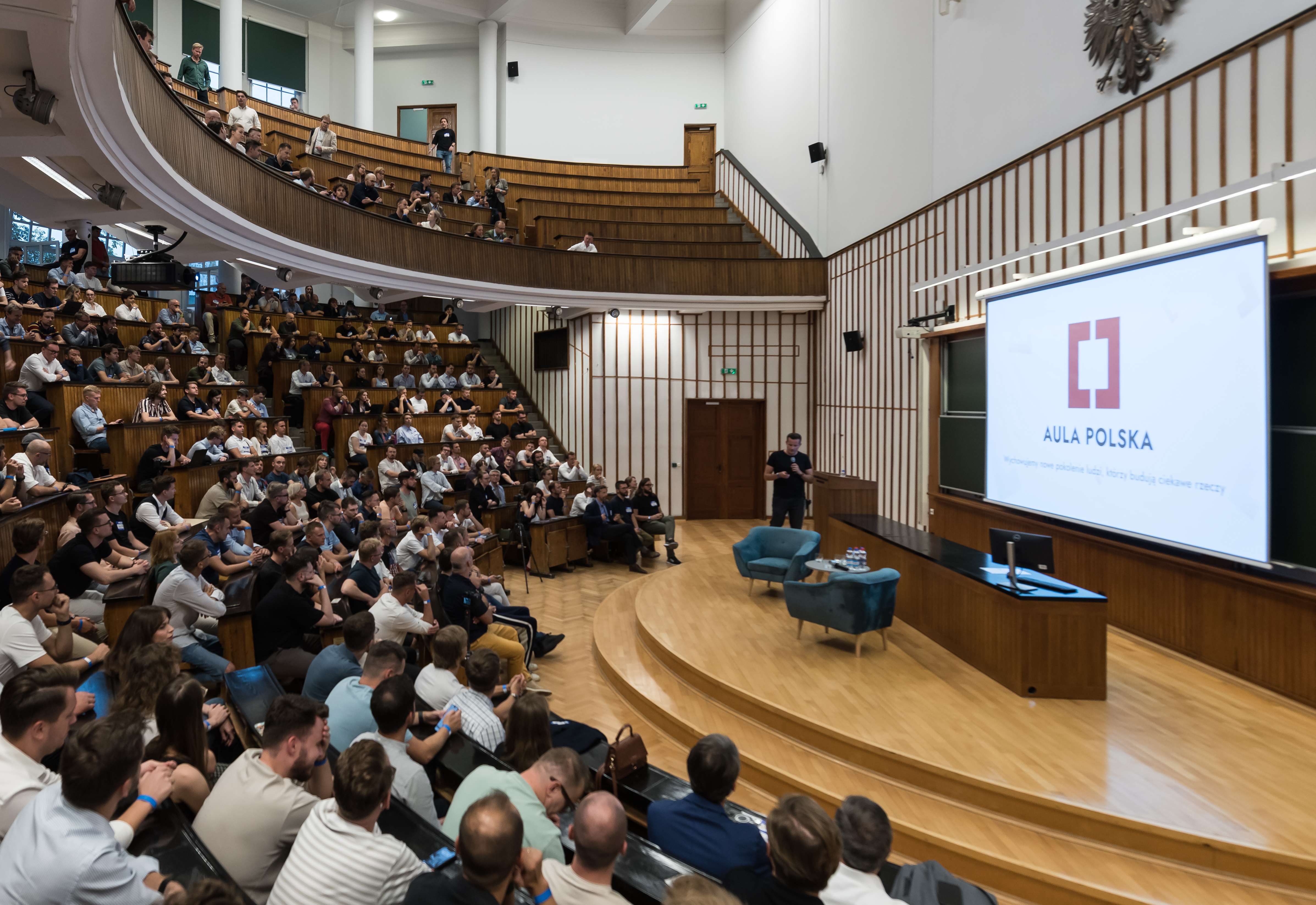
Aula Główna

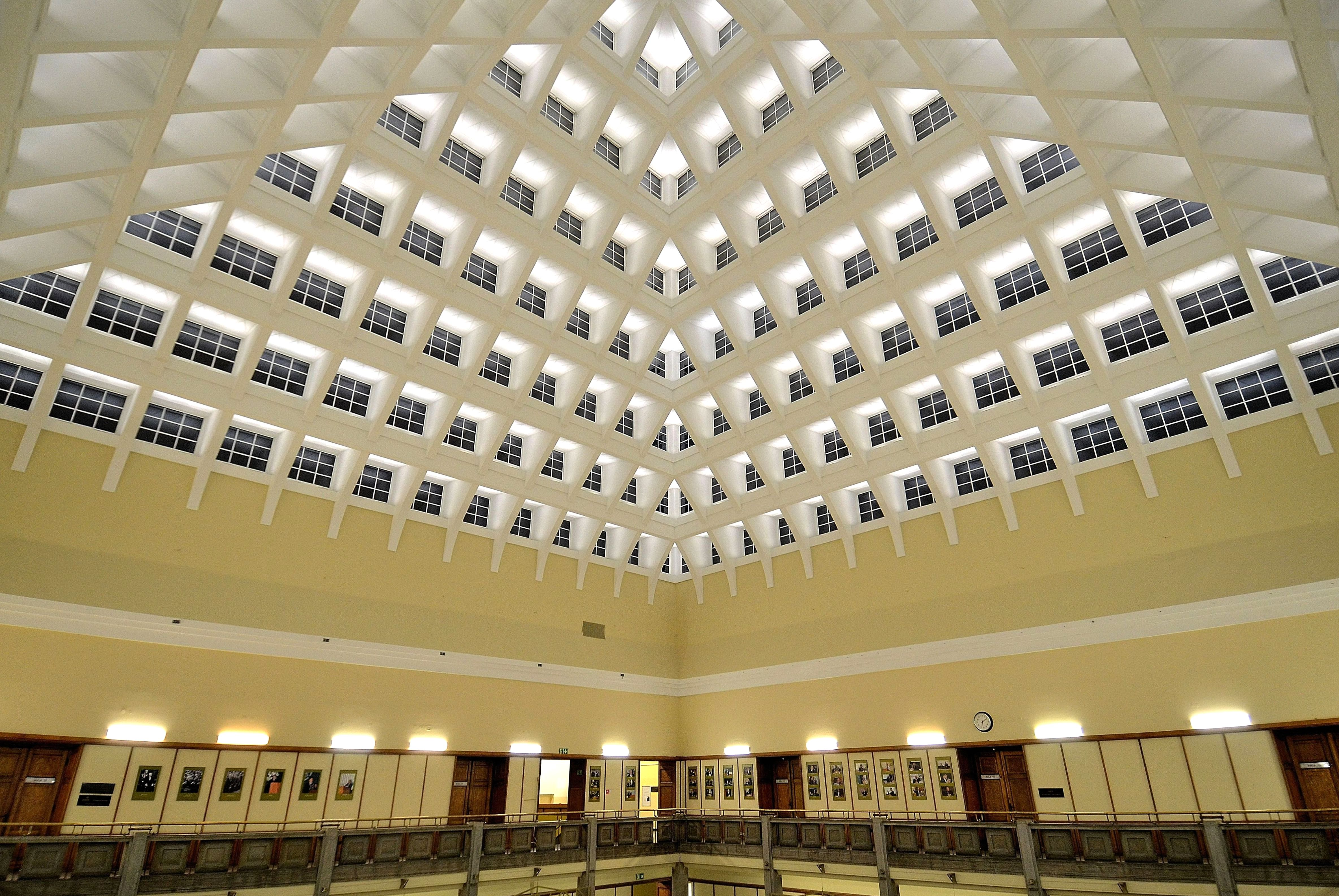
Aula Spadochronowa w Gmachu Głównym

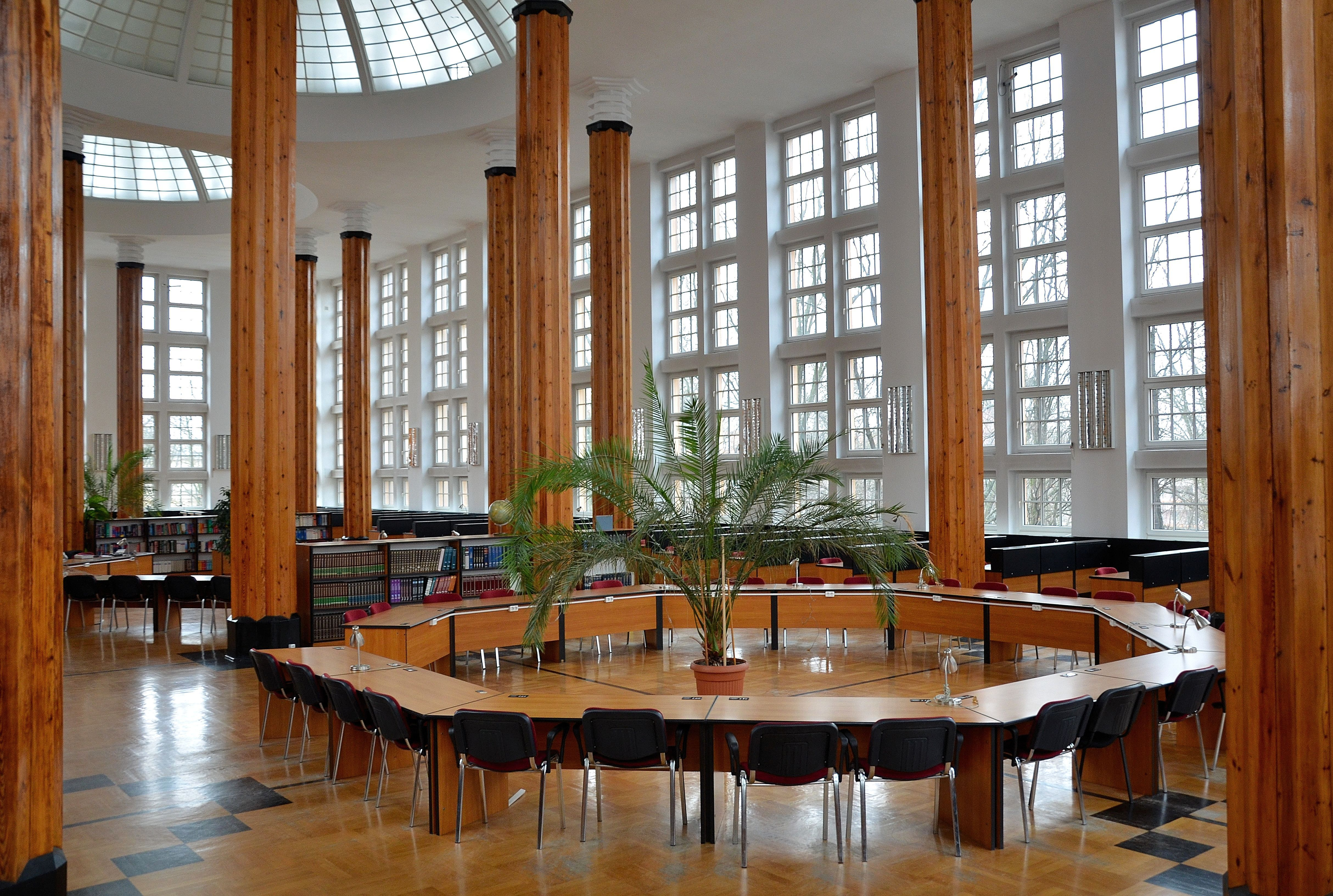
Czytelnia Ogólna Biblioteki SGH

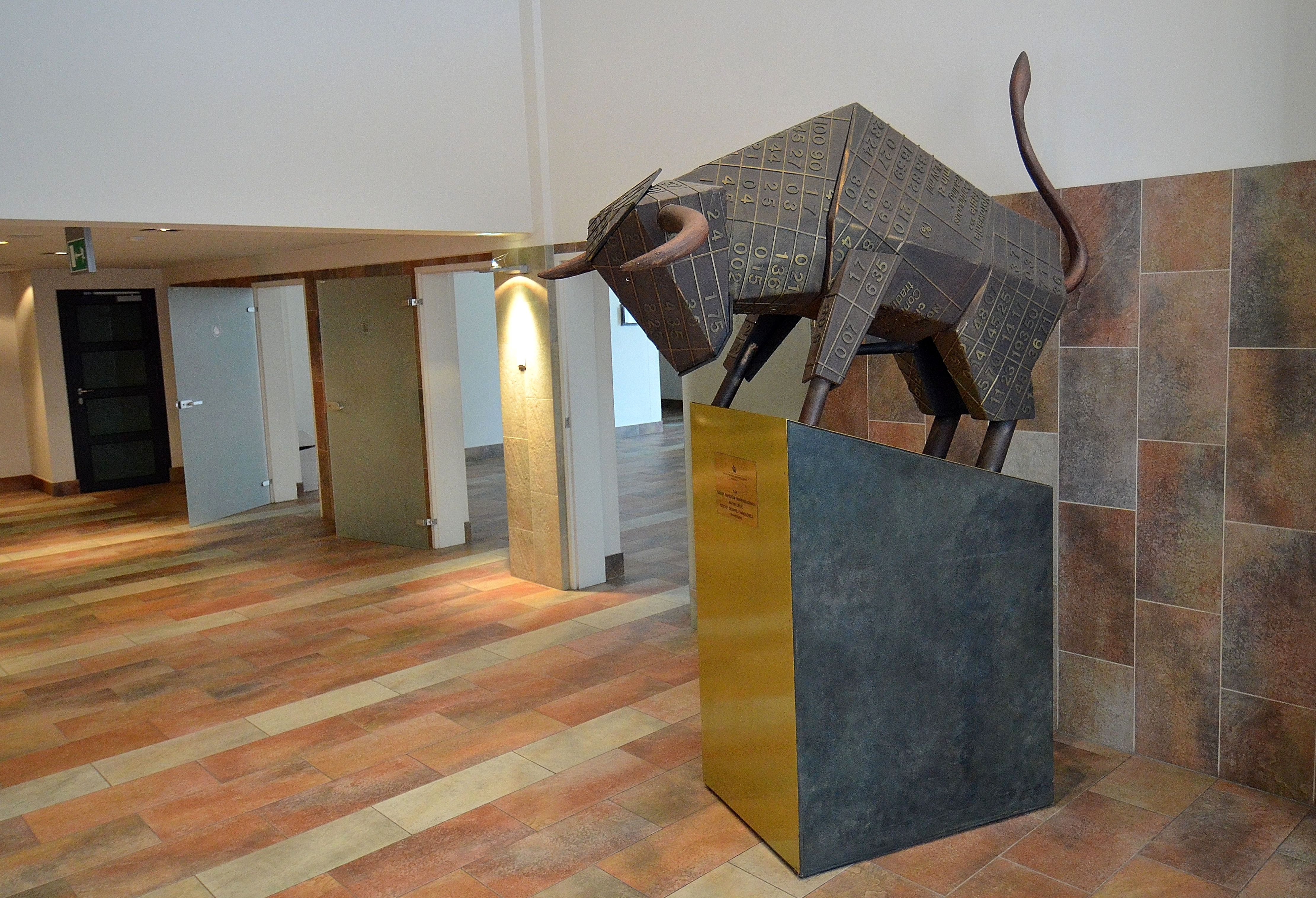
Rzeźba byka w budynku „C” – dar Giełdy Papierów Wartościowych na 100-lecie SGH

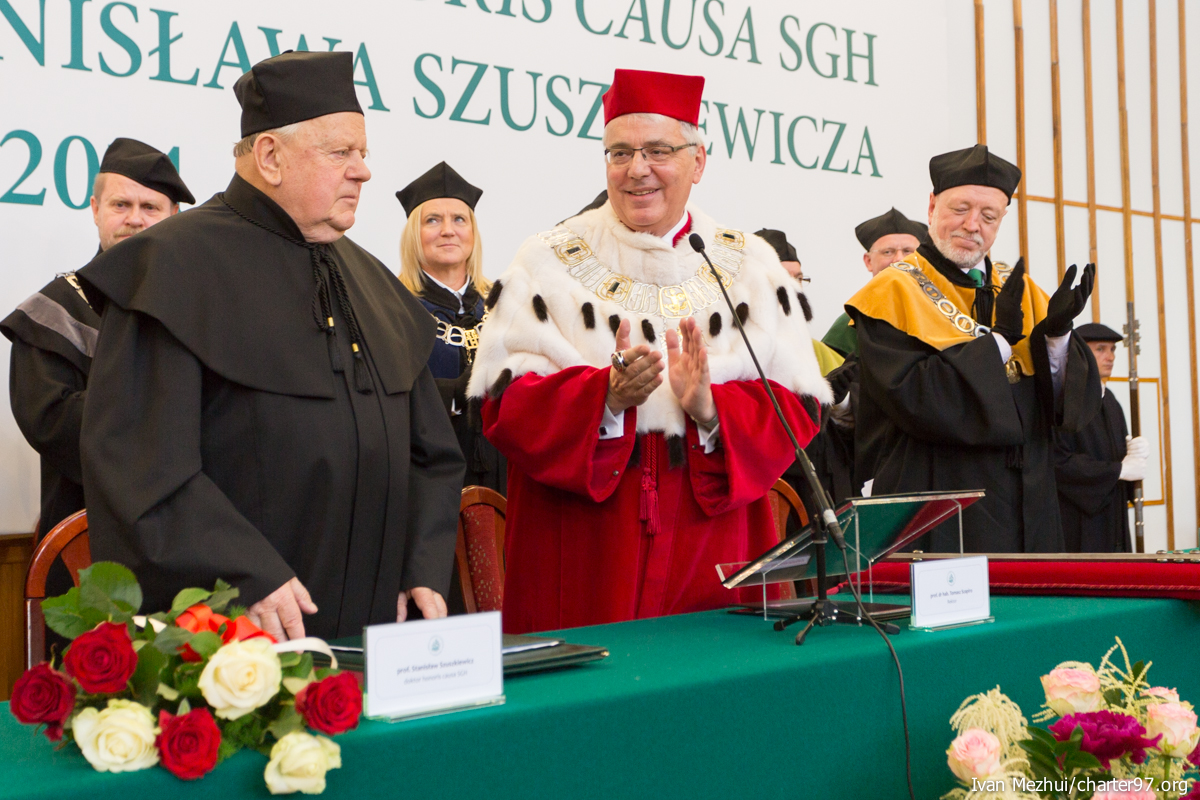
Uroczystość nadania tytułu doktora honoris causa Stanisłauowi Szuszkiewiczowi

Szkoła Główna Handlowa w Warszawie (SGH), w latach 1949–1991 Szkoła Główna Planowania i Statystyki (SGPiS) – najstarsza uczelnia ekonomiczna w Polsce. Jej siedziba znajduje się na warszawskim Mokotowie, przy al. Niepodległości 162.
Uczelnia istnieje nieprzerwanie od 1906 r. i rocznie wydaje ponad 2,5 tys. dyplomów ukończenia studiów wyższych. Szacuje się, że od początku istnienia, uczelnia wykształciła ponad 70 000 absolwentów wszystkich typów studiów (stacjonarnych, niestacjonarnych, doktoranckich i podyplomowych).
Wcześniejsze, historyczne nazwy uczelni to: Prywatne Kursy Handlowe Męskie Augusta Zielińskiego, Wyższe Kursy Handlowe im. Augusta Zielińskiego, Wyższa Szkoła Handlowa, Miejska Szkoła Handlowa oraz Kursy Akademickie w Częstochowie. W kontaktach z zagranicą uczelnia posługuje się nazwą SGH Warsaw School of Economics.

## Historia
Przegrana Rosji w wojnie rosyjsko-japońskiej oraz rewolucja 1905 roku przyniosły Królestwu Polskiemu zmiany w szkolnictwie. 13 października 1906 przy ul. Smolnej 9 odbyła się uroczysta inauguracja roku akademickiego na Prywatnych Kursach Handlowych Męskich Augusta Zielińskiego zorganizowanych przez grupę wychowanków Szkoły Handlowej Leopolda Kronenberga (funkcjonowała w latach 1875–1900). Naukę rozpoczęło wtedy 40 słuchaczy. Po śmierci założyciela nazwę szkoły zmieniono na Wyższe Kursy Handlowe im. Augusta Zielińskiego. Do I wojny światowej mury szkoły opuściło 689 absolwentów.
W 1916 roku zmieniono nazwę na Wyższą Szkołę Handlową. Na pierwszym posiedzeniu Senatu na rektora wybrano Bolesława Miklaszewskiego. W roku akademickim 1917/1918 do WSH przyjęto pierwsze studentki.
Na podstawie ustawy z 13 lutego 1924 r. w przedmiocie przyznania Wyższej Szkole Handlowej w Warszawie praw szkół akademickich państwowych uczelnia uzyskała osobowość prawną, a jej absolwenci, poza dyplomem zawodowym, mogli uzyskać tytuł magistra, a także stopień doktora nauk ekonomicznych.
Pierwszy własny budynek powstał przy ul. Kredytowej 9. Ponieważ jednak szybko stał się on zbyt mały dla rozwijającej się uczelni, opracowanie koncepcji nowej siedziby zlecono Janowi Witkiewiczowi Koszczycowi. W 1924 r. zakupiono działkę na Mokotowie przy skrzyżowaniu ul. Rakowieckiej i al. Niepodległości. We wrześniu 1925 pierwszych studentów przyjął Pawilon Zakładów Doświadczalnych wzniesiony przy ul. Rakowieckiej 24 (obecnie budynek „A”). W styczniu 1931 przy ul. Rakowieckiej 22 oddano do użytkowania budynek uczelnianej biblioteki.
Od 1933 r. uczelnia zaczęła używać nazwy Szkoła Główna Handlowa, co było nawiązaniem do pomysłu Stanisława Staszica z 1821 r. W roku akademickim 1936/1937 kształciło się w niej ok. 1500 studentów.
W roku akademickim 1937/1938 SGH, jako jedna z pierwszych uczelni w Polsce, wprowadziła getto ławkowe.
Przed wybuchem II wojny światowej na uczelni było 8 kierunków studiów: ogólnoekonomiczny, handlowy, bankowy, skarbowy, samorządowy, ubezpieczeniowy, służby zagranicznej i spółdzielczy.
Do 1939 r. uczelnia przyznała ponad 1700 dyplomów ukończenia studiów i ponad 500 dyplomów magistra. Przyjęto również 26 prac doktorskich i przeprowadzono 9 przewodów habilitacyjnych (m.in. Andrzej Grodek, Aleksy Wakar, Jan Drewnowski, Leon Koźmiński, Stanisław Rychliński i Jan Wiśniewski).
Po kapitulacji Warszawy we wrześniu 1939 okupacyjne władze niemieckie początkowo wyraziły zgodę na wznowienie działalności przez uczelnię, jednak szybko ją cofnęły. W listopadzie 1939 budynek przy ul. Rakowieckiej 24 zajęło wojsko niemieckie, a w czerwcu 1940 znajdujący się obok budynek mieszkalny SGH przejęło SS. W tym samym roku uzyskano koncesję na prowadzenie jednorocznej szkoły handlowej, od 1941 działającej pod nazwą Miejskiej Szkoły Handlowej. Prowadzono w niej konspiracyjne zajęcia ze wszystkich lat studiów.
Wiosną 1945 r. SGH jako jedna z pierwszych warszawskich uczelni wznowiła działalność dydaktyczną. Z powodu spalenia przez Niemców budynku przy ul. Rakowieckiej 24 zajęcia dla 150 studentów odbywały się w ocalałym budynku biblioteki. W lipcu uruchomiono oddział w Łodzi, przekształcony w Wyższą Szkołę Ekonomiczną, a następnie w Wydział Ekonomiczny Uniwersytetu Łódzkiego.
W 1949 r. uczelnia została upaństwowiona, a jej nazwę zmieniono ma Szkołę Główną Planowania i Statystyki. Programy nauczania oparto na rozwiązaniach stosowanych na uczelniach radzieckich. Powstały wydziały odzwierciedlające branżowy układ gospodarki i oferujące wąskie, specjalistyczne przygotowanie do pracy zawodowej.
SGPiS miała początkowo cztery wydziały: Ekonomiki Rolnictwa, Ekonomiki Przemysłu, Ekonomiki Handlu Wewnętrznego oraz Finansów. Później wydziały Rolnictwa i Przemysłu połączono w Wydział Ekonomiki Produkcji. Ze Szkoły Głównej Służby Zagranicznej przeniesiono do SGPiS Wydział Handlu Zagranicznego oraz powołano nowy Wydział Ekonomiczno-Społeczny. Utworzony jako odrębny Wydział Statystyki połączono z Wydziałem Finansów jako Wydział Finansów i Statystyki.
Po wydarzeniach marca 1968 r., w atmosferze nietolerancji i resentymentów, doszło do licznych zwolnień wśród wykładowców.
W latach 1951–1955 wzniesiono gmach główny SGPiS według projektu Jana Witkiewicza Koszczyca z 1924 zmodyfikowanego przez Stefana Putowskiego. Styl architektoniczny wszystkich trzech budynków składających się na główny kampus uczelni (gmach główny, budynek „A” i budynek Biblioteki) określany jest jako art déco, umiarkowany modernizm lub połączenie klasycyzmu i narodowego historyzmu z funkcjonalizmem. W latach 50. zbudowano także trzy domy studenckie:
- żeński przy al. Niepodległości 147/149 dla ok. 870 osób (obecnie DS „Sabinki”)
- żeński przy ul. Madalińskiego 31/33 dla ok. 220 osób (obecnie DS „Grosik”)
- męski przy ul. Madalińskiego 6/8 dla ok. 340 osób (późniejszy DS „Hermes”, obecnie budynek administracyjny „M”)

Pozostali studenci-mężczyźni (ok. 400 osób) byli kwaterowani na osiedlu „Przyjaźń” na Jelonkach.
W 1973 r. pozyskano budynek szkolny przy ul. Wiśniowej, a pod koniec lat 70. wybudowano stołówkę i klub studencki „Park”.
W maju 1991 r. uczelni przywrócono tradycyjną nazwę Szkoła Główna Handlowa w Warszawie.
W kadencji rektorskiej prof. Aleksandra Müllera w latach 1990–1993 przeprowadzono na uczelni reformy. Wprowadzono wspólne dla wszystkich kandydatów egzaminy wstępne na studia dzienne, utworzono Studium Podstawowe, Studium Dyplomowe i Studium Zaoczne. Przeprowadzono radykalną przebudowę programów studiów, wprowadzono powszechny indywidualny tok studiów i punktowy system kontroli postępów w nauce. Zlikwidowano wydziały i powołano kolegia, skupiające nauczycieli akademickich.
W kwietniu 2005 z udziałem premiera Marka Belki wmurowano kamień węgielny, a w grudniu 2006 u zbiegu ulic Madalińskiego i alei Niepodległości został oddany do użytku nowy budynek naukowo-dydaktyczny „C”. W 2008 r. gmach główny, budynek „A”, budynek Biblioteki oraz należące do uczelni trzy domy mieszkalne przy ul. Rakowieckiej zostały wpisane do rejestru zabytków. W 2016 z powodu złego stanu technicznego zburzono budynek „F”, wzniesiony na przełomie lat 70. i 80 XX wieku przy al. Niepodległości 164.
W 2020 r., w związku z pandemią COVID-19, po raz pierwszy w historii rektora SGH wybrano w głosowaniu zdalnym.
W 2024 r. oddano do użytku nowy budynek „S“ (Centrum Przestrzeni Innowacyjnej) przy ul. Batorego 8, wzniesiony w miejscu zburzonego w 2019 r. mniejszego, parterowego budynku.

### Nazwa[13]
- Kursy Handlowe Męskie Augusta Zielińskiego (1906–1909)
- Wyższe Kursy Handlowe im. A. Zielińskiego w Warszawie (1909–1915)
- Wyższa Szkoła Handlowa w Warszawie (1915–1933)
- Szkoła Główna Handlowa w Warszawie (1933–1940)
- Kursy Gospodarcze (1940–1941)
- Miejska Szkoła Handlowa w Warszawie (1941–1944)
- Kursy Akademickie w Częstochowie (1944–1945)
- Szkoła Główna Handlowa w Warszawie (1945–1949)
- Szkoła Główna Planowania i Statystyki w Warszawie (1949–1991)
- Szkoła Główna Handlowa w Warszawie (od 1991)

## SGH obecnie
Obecnie na uczelni kształci się ponad 15 000 studentów, w tym 7200 na studiach stacjonarnych. Oprócz tego na uczelni kształci ponad 4200 osób w ramach studiów podyplomowych oraz ponad 1150 słuchaczy na studiach doktoranckich.
W 2017 r. SGH zatrudniała 1208 pracowników, w tym ok. 720 nauczycieli akademickich.
W 2006 r. SGH znalazła się po raz pierwszy w czołowej czterdziestce rankingu dziennika Financial Times, oceniającego studia magisterskie w dziedzinie zarządzania. W 2007 pozycja uczelni w rankingu wzmocniła się (awans z 35. na 31. miejsce), a w 2008 SGH znalazła się na 25. miejscu. Po nieobecności w rankingu w 2009, notowana w 2010 ponownie na 47. miejscu. W kolejnych latach zajęła 50. i 56. pozycję. W 2013 r. w rankingu zadebiutował kierunek SGH – zarządzanie. Jednocześnie od wielu lat w pierwszej dziesiątce rankingu plasuje się realizowany w SGH program CEMS Master in International Management.

## Kierunki studiów
SGH jest uczelnią bezwydziałową. W ramach studiów stacjonarnych i niestacjonarnych prowadzone są studia dwustopniowe. Pierwszym stopniem są sześciosemestralne Studium Licencjackie prowadzące do uzyskania tytułu zawodowego licencjata. Posiadacze tytułu licencjata mogą przystąpić do rekrutacji i rozpocząć czterosemestralne Studium Magisterskie prowadzące do uzyskania tytułu zawodowego magistra.
Do 2005 r. istniał inny podział: na Studium Podstawowe (3 semestry) dające ogólne podstawy wiedzy ekonomicznej oraz Studium Dyplomowe (7 semestrów), w którym można było uzyskać dyplom licencjata lub magistra.
Dla uzyskania dyplomu (a także dla zaliczenia semestrów) konieczne jest zdobycie wymaganego minimum punktowego. Poszczególne przedmioty podzielone są na obowiązkowe dla poszczególnych kierunków, fakultatywne dla tychże kierunków, przedmioty dodatkowe, dzięki którym rozwijać można wiedzę niepowiązaną z konkretnymi kierunkami oraz przedmioty wykształcenia wspólnego dla wszystkich ekonomistów. Poszczególne kierunki mogą mieć różne minima punktowe dla każdego z tych rodzajów przedmiotów.
Aby móc uzyskać tytuł licencjata, należy zrealizować program jednego z kierunków (lub kilku z nich):
- ekonomia
- finanse i rachunkowość
- metody ilościowe w ekonomii i systemy informacyjne
- międzynarodowe stosunki gospodarcze
- zarządzanie
- globalny biznes, finanse i zarządzanie (governance)

Również z nich wszystkich (oraz innych) otrzymać można tytuł magistra, ale wcześniej należy uzyskać tytuł licencjata i przystąpić do rekrutacji na studia drugiego stopnia.
W ramach kursu uczestnicy zdobywają wiedzę dotyczącą wykorzystania rytuałów i technik duchowych w podejmowaniu decyzji biznesowych oraz zwiększaniu efektywności przedsiębiorstw. Kierunek jest reklamowany jako nowatorskie narzędzie do „przełamywania schematów” i „otwierania nowych rynków” poprzez rozwój intuicji i świadomości duchowej menedżerów.
Ponadto uczelnia oferuje studia MBA i liczne kursy podyplomowe m.in. z zakresu administracji, rachunkowości czy zarządzania.

## Struktura uczelni
Struktura organizacyjna SGH znacznie różni się od struktur większości szkół wyższych w Polsce. Na początku lat 90. zlikwidowane zostały istniejące dotychczas wydziały, a odpowiedzialność za organizację nauczania oraz wdrażanie programów dydaktycznych na studiach stacjonarnych i niestacjonarnych powierzona została Dziekanatom Studium Licencjackiego (dawniej Podstawowego) oraz Studium Magisterskiego (dawniej Dyplomowego).

### Kolegia
Katedry i instytuty naukowo-badawcze zgrupowane zostały w Kolegiach. Stanowią one korporacje naukowców związanych wspólnymi zainteresowaniami badawczymi i realizujących ofertę dydaktyczną skierowaną do studentów wszystkich typów studiów prowadzonych w SGH – studiów stacjonarnych, niestacjonarnych, doktoranckich i podyplomowych. Na czele każdego z kolegiów stoi dziekan.
W SGH działa 5 kolegiów:
- Kolegium Analiz Ekonomicznych (KAE)
- Kolegium Ekonomiczno-Społeczne (KES)
- Kolegium Gospodarki Światowej (KGŚ)
- Kolegium Nauk o Przedsiębiorstwie (KNoP)
- Kolegium Zarządzania i Finansów (KZiF)

Na uczelni działają również jednostki pozakolegialne, jak:
- Archiwum,
- Biblioteka Szkoły Głównej Handlowej,
- Centrum Kariery i Relacji z Absolwentami,
- Centrum Nauki Języków Obcych
- Centrum Otwartej Edukacji,
- Centrum Programów MBA,
- Centrum Programów Międzynarodowych,
- Centrum Przedsiębiorczości i Transferu Technologii,
- Centrum Technik Informatycznych,
- Centrum Współpracy z Biznesem,
- Centrum Wychowania Fizycznego i Sportu.

## Baza naukowo-dydaktyczna

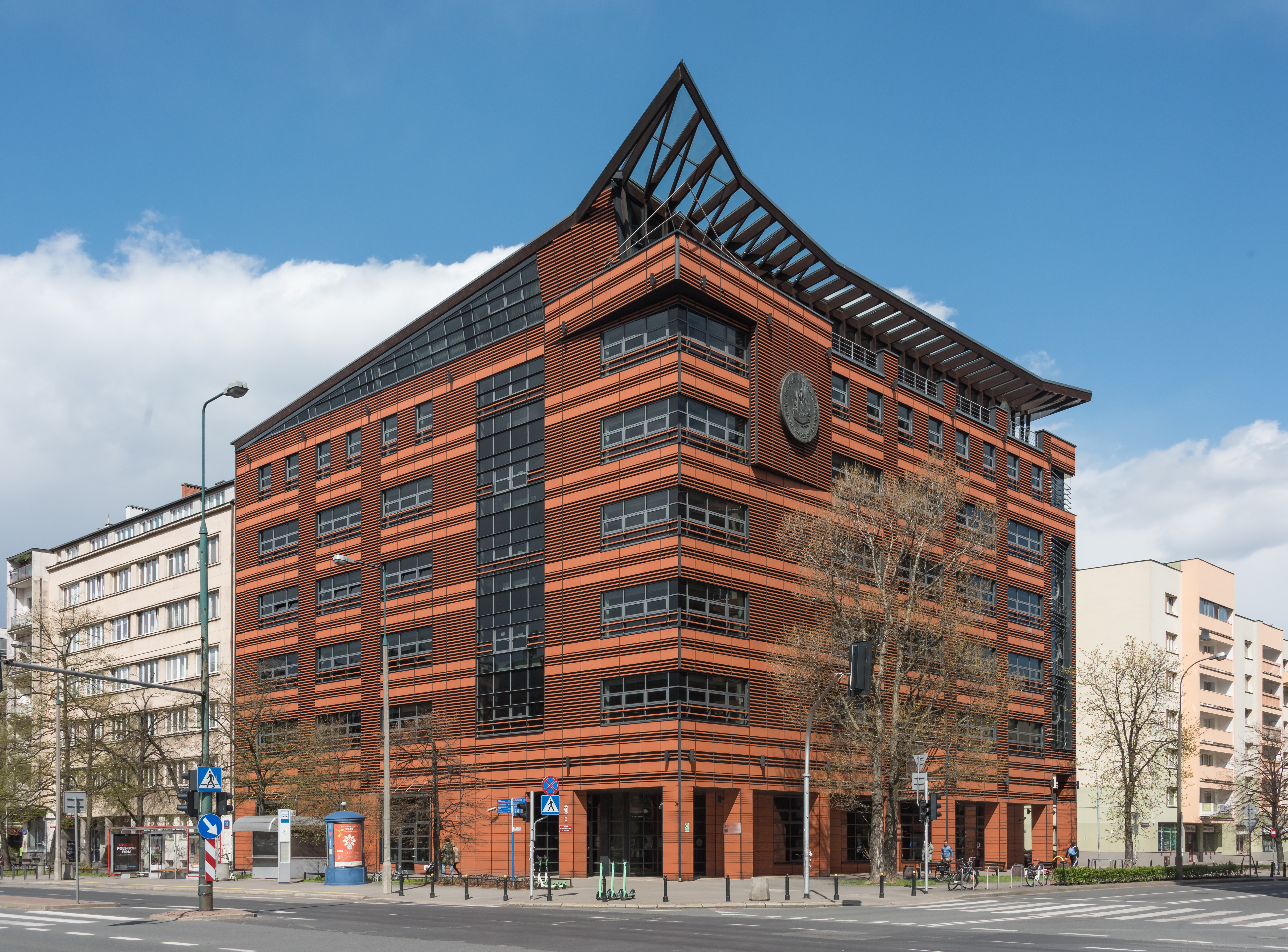
Najnowszy budynek „C” na rogu al. Niepodległości i ul. Madalińskiego

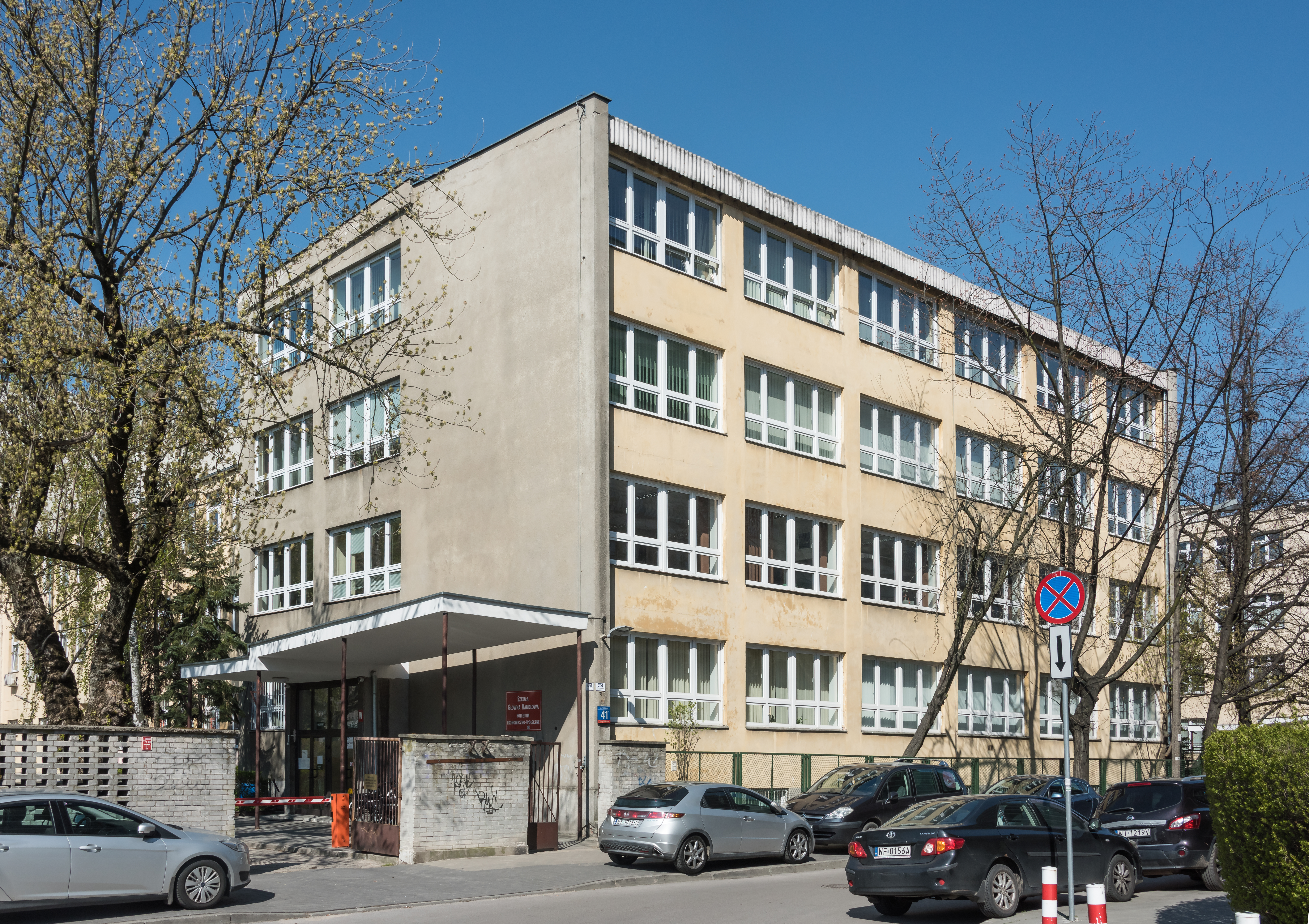
Budynek W przy ul. Wiśniowej 41

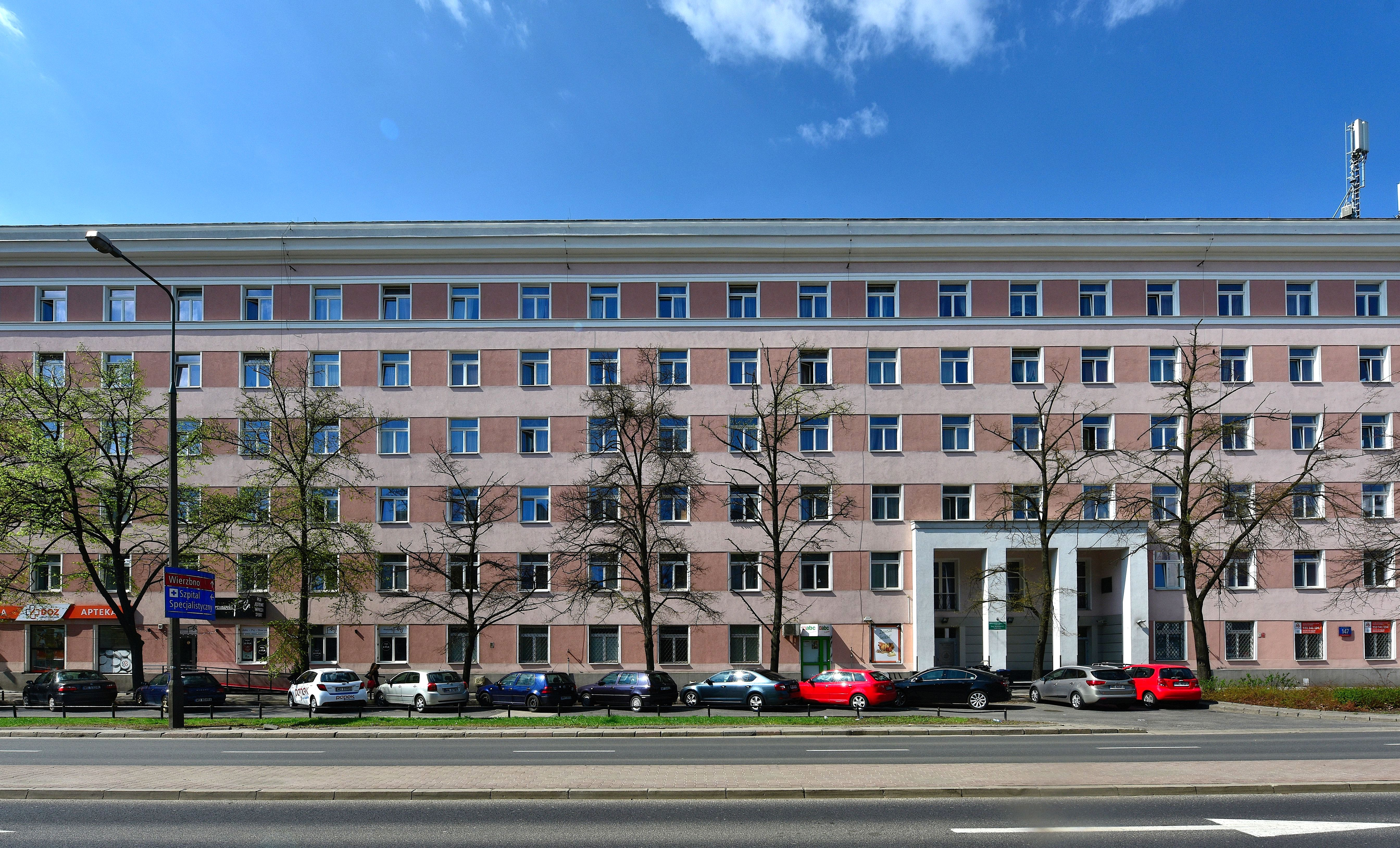
Dom Studencki „Sabinki” przy al. Niepodległości 147, największy z trzech (a obecnie dwóch) domów studenckich SGH

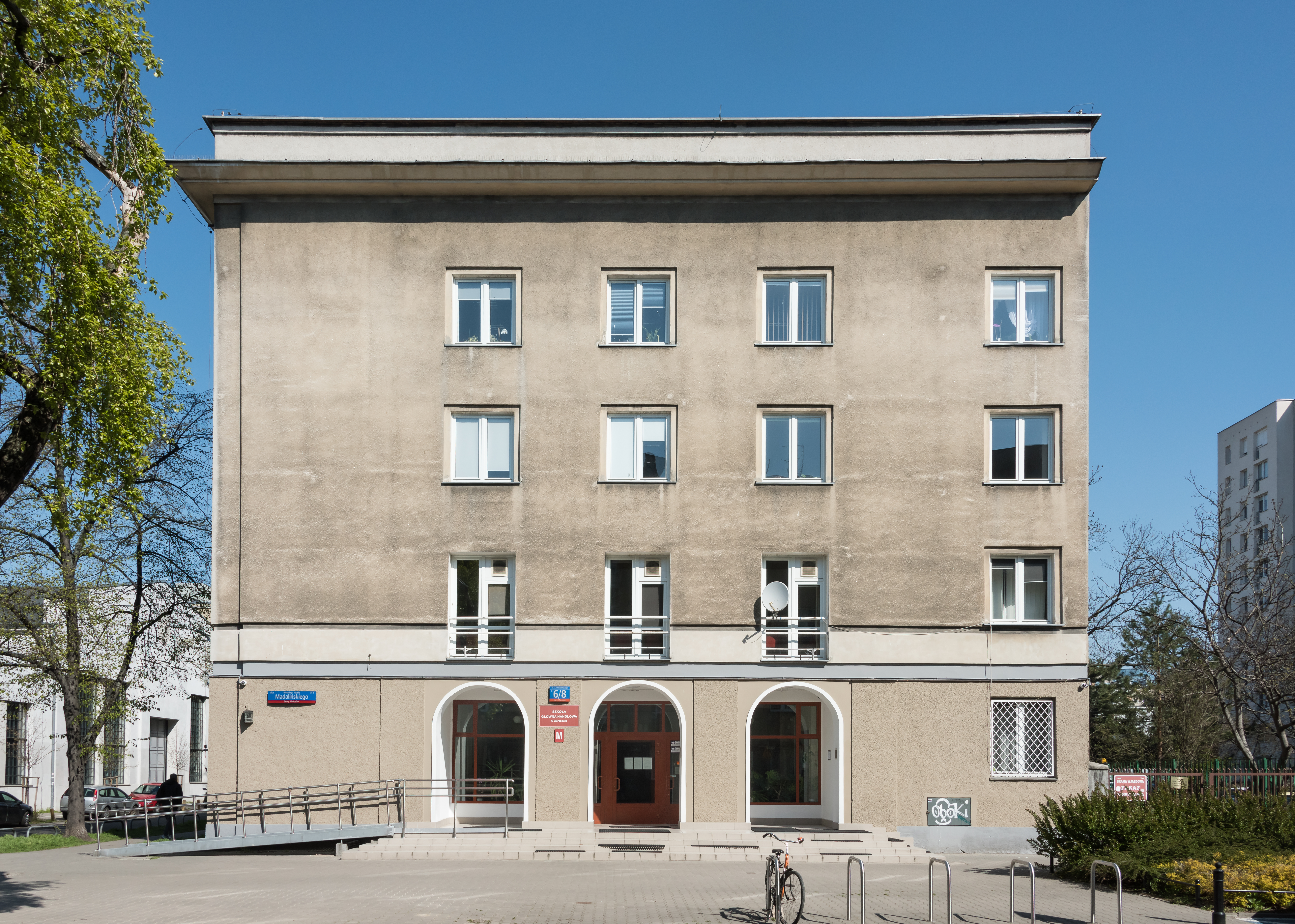
Dawny Dom Studencki „Hermes” przekształcony na budynek administracyjny „M“

Podstawowe zaplecze naukowo-dydaktyczne uczelni stanowi sześć budynków:
- Budynek G (główny) – al. Niepodległości 162
- Budynek A – ul. Rakowiecka 24
- Budynek W – ul. Wiśniowa 41
- Budynek C – al. Niepodległości 12
- Budynek M – ul. Madalińskiego 6/8
- Budynek S (Centrum Przestrzeni Innowacyjnej) − ul. Batorego 8

W 2018 znajdowało się tam 10 auli wykładowych, 81 mniejszych sal dydaktycznych oraz 12 laboratoriów komputerowych. Między 1985 a 2016 r. uczelnia wykorzystywała także budynek F (al. Niepodległości 164), a w latach 1978–2019 budynek S (ul. Batorego 8) (zastąpiony oddanym do użytku w 2024 nowym budynkiem S, nazywanym także Centrum Przestrzeni Innowacyjnej).
Biblioteka Szkoły Głównej Handlowej przy ul. Rakowieckiej 22B, jako specjalistyczna biblioteka naukowa, dysponuje największym w kraju księgozbiorem z zakresu problematyki społeczno-ekonomicznej. Zbiory biblioteki liczą ponad milion woluminów (na koniec 2009: 1 033 343 wol., w tym 221 149 woluminów wydawnictw ciągłych). Liczba tytułów polskich i zagranicznych czasopism bieżących wynosi 1 107. Kilkadziesiąt tysięcy tytułów czasopism zagranicznych, z pełnym tekstem, dostępnych jest w komputerowych bazach danych.
Centrum Nauki Języków Obcych SGH dysponuje własną biblioteką i czytelnią, których zbiory obejmują słowniki, leksykony, prasę obcojęzyczną, podręczniki oraz skrypty. W chwili obecnej Biblioteka CNJO posiada blisko 5500 woluminów z zakresu beletrystyki oraz 16 obcojęzycznych tytułów prasowych. Medioteka CNJO oferuje materiały audiowizualne do indywidualnej pracy studentów.
Uczelnia dysponuje własną bazą sportową, na którą składają się 3 sale gimnastyczne. Ponadto Centrum Wychowania Fizycznego i Sportu prowadzi w budynku G niewielki basen wraz z przyległą do niego sauną, a także ośrodek kulturystyczny.
SGH posiada jedną z największych lokalnych, heterogenicznych sieci komputerowych w Polsce. Objęte nią zostały wszystkie budynki uczelni. Do dyspozycji pracowników i studentów jest blisko 1000 stanowisk komputerowych z dostępem do Internetu, z czego ponad 330 komputerów w laboratoriach i ogólnodostępnych punktach na uczelni.
SGH oferuje studentom zakwaterowanie w dwóch domach studenckich; nr 1 „Sabinki” przy al. Niepodległości 147 oraz nr 3 „Grosik” przy ul. Madalińskiego 31/33. Trzeci dom studencki, nr 2 „Hermes”, po zburzeniu w 2016 budynku F jako budynek M, pełni funkcje administracyjne. W obu domach studenckich jest razem 709 miejsc.
Oficyna Wydawnicza SGH prowadzi działalność edytorską i handlową, związaną z prowadzoną na uczelni działalnością badawczą lub dydaktyczną.
Więź z emerytowanymi pracownikami oraz absolwentami SGH utrzymywana jest poprzez współpracę ze zrzeszającymi ich organizacjami.

## Współpraca międzynarodowa
Współpraca z zagranicą stanowi istotny element rozwoju oferty dydaktycznej i badawczej uczelni, wpływający na podniesienie jakości oraz wzmocnienie pozycji uczelni wśród szkół ekonomii i biznesu.
SGH współpracuje obecnie z przeszło 200 uczelniami zagranicznymi, a także wieloma organizacjami międzynarodowymi. W układzie geograficznym głównymi partnerami są uczelnie z krajów Unii Europejskiej oraz USA i Kanady. Co roku w międzynarodowej wymianie studenckiej bierze udział ok. 500 studentów SGH, a uczelnia gości ponad 300 studentów z uczelni zagranicznych.
Najważniejsze programy współpracy międzynarodowej to:
- Socrates-Erasmus
- CEMS
- Polsko-Niemieckie Forum Akademickie – prowadzi od roku akademickiego 1993/94 Studium Nauk Ekonomicznych i Społecznych w języku niemieckim. Głównym partnerem w realizacji dofinansowanego przez DAAD programu jest Uniwersytet im. J. Gutenberga w Moguncji[48].
- podwójny dyplom SGH–Sciences Po
- Partnership in International Management (PIM)[49]
- umowy bilateralne i inne.

Dla uczelni ważna jest wymiana w ramach CEMS, organizacji zrzeszającej wiodące uczelnie ekonomiczne z wybranych krajów europejskich. Od listopada 2001 Szkoła Główna Handlowa jest jedynym polskim członkiem sieci wiodących szkół biznesu PIM (Partnership in International Management) oraz programy MBA oferowane we współpracy z kanadyjskim University of Quebec at Montreal (UQAM) – Canadian Executive MBA (CEMBA) lub program MBA-SGH.
Innymi inicjatywami na polu współpracy międzynarodowej jest program dla studentów amerykańskich realizowany we współpracy z CIEE (Council on International Educational Exchange) oraz program edukacyjny Inicjatywa Akademicka Wschód – realizowany od 1991 dla Europy Środkowej i Wschodniej w zakresie dyscyplin ekonomicznych i menedżerskich.

## Działalność studencka

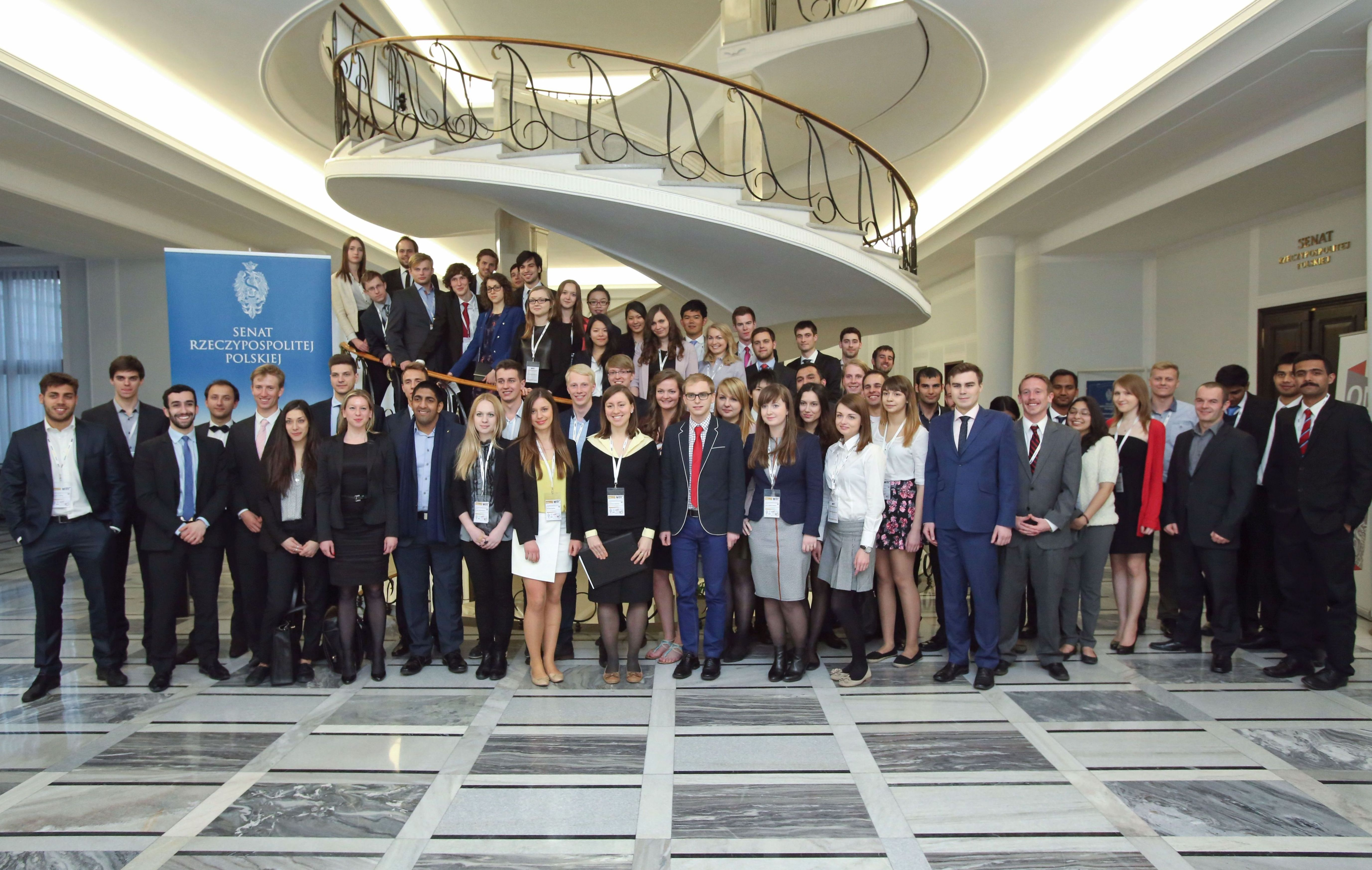
Uczestnicy V Międzynarodowego Turnieju Negocjacyjnego – Warsaw Negotiation Round, organizowanego przez studentów SKN Negocjator SGH, w Senacie (2014)

Na uczelni działa kilkanaście organizacji i stowarzyszeń studenckich, m.in.:
- Samorząd Studentów SGH
- CEMS Club Warszawa
- Niezależne Zrzeszenie Studentów Szkoły Głównej Handlowej w Warszawie
- Erasmus Student Network
- Komitet Lokalny AIESEC SGH
- Zrzeszenie Studentów Polskich
- Niezależny Miesięcznik Studentów SGH Magiel
- Akademicki Związek Sportowy SGH
- Akademickie Stowarzyszenie Katolickie Soli Deo
- SGH TV
- Klub Turystyczny Tramp
- oikos Warszawa
- Chór Akademicki oraz Zespół Pieśni i Tańca

Ponadto na uczelni działa ponad 70 studenckich kół naukowych.
W budynku głównym odbywają się liczne otwarte imprezy tematyczne i konferencje, a także projekcje filmów w DKF Overground. Od 1996 ukazuje się też miesięcznik studencki Magiel.

## Władze SGH w kadencji 2024−2028[52]
- Rektor: dr hab. Piotr Wachowiak
- Prorektor ds. dydaktyki i studentów: dr hab. Krzysztof Kozłowski
- Prorektor ds. nauki: dr hab. Agnieszka Chłoń-Domińczak
- Prorektor ds. współpracy z zagranicą: dr hab. Jacek Prokop(inne języki)
- Prorektor ds. rozwoju: dr hab. Dorota Niedziółka

## Rektorzy[53]

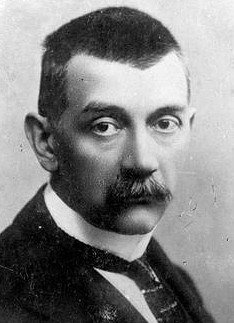
Bolesław Miklaszewski

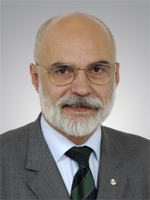
Marek Rocki

1. August Zieliński – założyciel i dyrektor Prywatnych Kursów Handlowych Męskich Augusta Zielińskiego (1906–1908)
2. Bolesław Miklaszewski – rektor Wyższej Szkoły Handlowej (1925–1928, 1932–1933) i Szkoły Głównej Handlowej (1933–1937)
3. Jan Dmochowski(inne języki) – rektor WSH (1928)
4. Bolesław Markowski – rektor WSH (1928–1929)
5. Antoni Sujkowski – rektor WSH (1929–1931)
6. Aleksander Jackowski(inne języki) – rektor WSH (1931–1932)
7. Julian Makowski – rektor SGH (1937–1940)
8. Edward Lipiński – kierownik (rektor) Miejskiej Szkoły Handlowej (1941–1944)
9. Jerzy Loth – rektor SGH (1945–1946)
10. Aleksy Wakar – rektor SGH (1946–1947)
11. Andrzej Grodek – rektor SGH (1947–1949), rektor Szkoły Głównej Planowania i Statystyki (1955–1959)
12. Czesław Nowiński(inne języki) – rektor SGPiS (1949–1952)
13. Oskar Lange – rektor SGPiS (1952–1955)
14. Kazimierz Romaniuk – rektor SGPiS (1959–1965)
15. Wiesław Sadowski – rektor SGPiS (1965–1978)
16. Stanisław Nowacki – rektor SGPiS (1978–1983)
17. Zygmunt Bosiakowski – rektor SGPiS (1983–1990)
18. Aleksander Müller – rektor SGPiS (1990–1991), rektor SGH (1991–1993)
19. Janina Jóźwiak – rektor SGH (1993–1999)
20. Marek Rocki – rektor SGH (1999–2005)
21. Adam Budnikowski – rektor SGH (2005–2012)
22. Tomasz Szapiro – rektor SGH (2012–2016)
23. Marek Rocki – rektor SGH (2016–2020)
24. Piotr Wachowiak – rektor SGH (od 2020)

## Czasopisma
- E-mentor
- Gospodarka Narodowa. The Polish Journal of Economics
- Organizacja i Kierowanie
- Kobieta i Biznes